# 国民評議会 (スロベニア)
国民評議会（こくみんひょうぎかい、スロベニア語: Državni svet）は、スロベニア共和国の上院に相当する議会。

## 概要
社会、経済、職業、地域の利益を代表している。定数は40で、うち22人が地域代表、6人が非営利活動代表、4人が雇用者代表、4人が被雇用者代表、4人が農業、手工業、商業、自営業の代表とされている。国民による直接選挙は実施されず、国内の利益団体から選出される。議員の任期は5年となっている。